# Obóz dla internowanych w Karolewie
Obóz dla internowanych w Karolewie (niem. Internierungslager Karlshof) – prowizoryczny obóz koncentracyjny dla mieszkańców Krajny, utworzony przez niemiecki Selbstschutz na terenie majątku ziemskiego Karolewo nieopodal Więcborka, funkcjonujący od połowy września do połowy grudnia 1939.
Do obozu dla internowanych w Karolewie trafiali mieszkańcy powiatu sępoleńskiego oraz sąsiednich powiatów, aresztowani w pierwszych miesiącach niemieckiej okupacji w związku z tzw. akcją „etnicznego oczyszczania przedpola”. W obozie byli oni głodzeni, zmuszani do wyczerpującej pracy i poddawani nieludzkiemu traktowaniu. Internierungslager Karlshof utworzono przede wszystkim w celu potajemnej likwidacji więźniów – większość osadzonych tam Polaków rozstrzelano w pobliskich lasach. Podczas powojennych ekshumacji odnaleziono zwłoki 1781 osób zamordowanych w obozie jesienią 1939 roku. Część źródeł podaje, że liczba ofiar mogła sięgać wielu tysięcy. Obóz w Karolewie uznawany jest za jedno z największych miejsc kaźni ludności polskiej na Pomorzu w okresie II wojny światowej. Bywa także określany mianem „obozu zniszczenia”.

## Początek niemieckiej okupacji

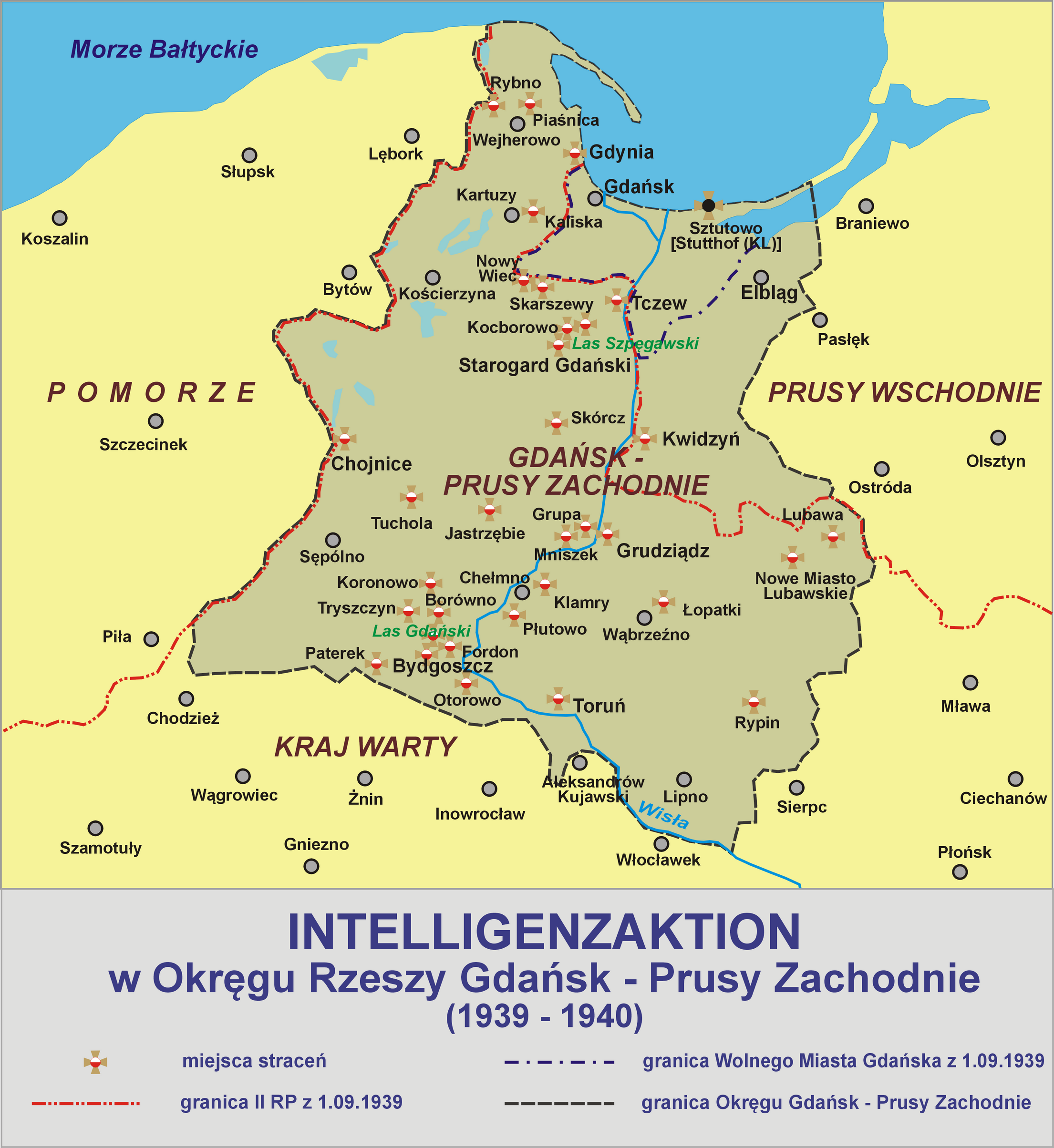

Sępólno Krajeńskie wraz z okolicznymi miejscowościami zostało opanowane przez oddziały Wehrmachtu już 1 września 1939. W powiecie sępoleńskim szybko zainstalowały się struktury niemieckich władz policyjnych, państwowych i partyjnych. Na stanowisko komisarycznego starosty powiatów Sępólno-Wyrzysk-Tuchola (z siedzibą w Sępólnie) został wyznaczony radca rejencyjny Marbach z Piły. Funkcję komisarycznego burmistrza Sępólna objął natomiast miejscowy volksdeutsch, Otto Belau. Rządy Marbacha w Sępólnie trwały stosunkowo krótko, gdyż już pod koniec pierwszej dekady września 1939 stanowisko landrata powiatu sępoleńskiego objął przysłany ze Złotowa dr Ackmann. Otrzymał on jednocześnie stanowisko kierownika powiatowych struktur NSDAP (kreisleiter). Wkrótce jednak gdański gauleiter NSDAP, Albert Forster, dokonał szeregu przetasowań we władzach miejskich i powiatowych. Nastąpiło to podczas pierwszej wizyty Forstera w Sępólnie (8 listopada 1939). Wilhelm Balnus, dotychczasowy burmistrz Nowego Dworu Gdańskiego, otrzymał wówczas stanowisko starosty i kreisleitera, podczas gdy stanowisko burmistrza Sępólna i szefa miejskich struktur NSDAP (ortsgruppenleiter) objął gdańszczanin Erich Dorow. Funkcję okupacyjnego burmistrza Więcborka pełnił natomiast Erich Goede . 25 października 1939 oficjalnie zniesiono administrację wojskową na okupowanych obszarach, a Sępólno wraz z całym powiatem zostało wcielone do Rzeszy jako część rejencji bydgoskiej Okręgu Gdańsk-Prusy Zachodnie.
Powiat sępoleński był licznie zamieszkany przez ludność pochodzenia niemieckiego. Narodowość niemiecką deklarowało 40,6% jego mieszkańców, a w niektórych wsiach liczba Niemców przekraczała 80%. Licznie zamieszkiwali oni także największe miejscowości powiatu – Sępólno, Więcbork i Kamień Krajeński. Wielu miejscowych volksdeutschów uczestniczyło aktywnie w zaprowadzaniu okupacyjnych porządków. Już 6 września 1939 starosta Marbach powołał do życia tzw. „Obronę Ojczyzny” (niem. Heimwehr), na której czele stanął Werner Sorgatz z Kamienia Krajeńskiego. Pod koniec września członków „Obrony Ojczyzny” wcielono w szeregi tzw. Selbstschutzu (pol. „Samoobrona”) – paramilitarnej formacji o charakterze policyjnym, złożonej z Niemców, obywateli przedwojennej Polski. Pod względem organizacyjnym sępoleńskie struktury „Samoobrony” podporządkowano IV inspektoratowi Selbstschutzu z siedzibą w Chojnicach, obejmującemu zasięgiem swojego działania powiaty chojnicki, sępoleński i tucholski. Funkcję szefa inspektoratu pełnił SS-Standartenführer Heinrich Mocek. Bojówki Selbstschutzu z terenów powiatu sępoleńskiego i tucholskiego otrzymały natomiast jednego dowódcę powiatowego (kreisführer). Został nim SS-Standartenführer Wilhelm Richardt – przed wojną członek berlińskiego SS-Standarte 42, oddelegowany do Sępólna z szeregów Einsatzgruppe IV. Prawdopodobnie owo nietypowe dla struktury organizacyjnej Selbstschutzu rozwiązanie przyjęto ze względu na fakt, iż liczba ludności niemieckiej w powiecie tucholskim była bardzo niewielka (zaledwie 7,7% mieszkańców). Funkcję komendanta Selbstschutzu w Więcborku objął natomiast Ernest Karl Wolter .
Selbstschutz odegrał kluczową rolę podczas tzw. operacji „etnicznego oczyszczania przedpola”, przeprowadzonej jesienią 1939 na okupowanych terenach Pomorza. Owa zakrojona na szeroką skalę akcja eksterminacyjna wymierzona była w pierwszym rzędzie w polską inteligencję, którą narodowi socjaliści obarczali winą za politykę polonizacyjną prowadzoną na Pomorzu Gdańskim w okresie międzywojennym oraz traktowali jako główną przeszkodę na drodze do szybkiego i całkowitego zniemczenia tego regionu. Między październikiem 1939 a wiosną 1940 na terenie Pomorza zamordowano ok. 30 000 – 40 000 osób.
Na terenie powiatu sępoleńskiego masowe aresztowania przeprowadzano już od pierwszych dni okupacji. Wytyczne niemieckiego Naczelnego Dowództwa Wojsk Lądowych (OKH) przewidywały bowiem przejściowe internowanie wszystkich zdolnych do służby wojskowej Polaków i Żydów w wieku od 17 do 45 lat. Jednocześnie na podstawie list proskrypcyjnych, przygotowanych jeszcze przed wojną przez miejscowych volksdeutschów, masowo zatrzymywano polskich nauczycieli, duchownych, urzędników oraz wszystkie osoby zaliczane do tzw. polskiej warstwy przywódczej. Już 5 września 1939 szef zarządu administracji cywilnej przy dowódcy niemieckiej 4. Armii, SS-Oberführer Fritz Hermann, wydał pisemną instrukcję dla podległych mu komisarycznych landratów, nakazującą, aby „wszystkich księży katolickich i wszystkich nauczycieli polskiej przynależności natychmiast przebadać odnośnie do ich postawy, a w przypadku gdyby nie budzili zaufania, odprowadzić do obozu dla internowanych”. Jako jeden z tymczasowych obozów Hermann wskazał obóz w Drożdzienicy koło Kamienia Krajeńskiego. W powiecie sępoleńskim charakterystycznym elementem niemieckiej polityki terroru stały się także zakrojone na szeroką skalę represje wobec osadników z terenów centralnej i wschodniej Polski. Prześladowano ich przede wszystkim ze względu na fakt, iż na mocy reformy rolnej z 1925 roku otrzymali oni ziemię z rozparcelowanych niemieckich majątków. Ponadto podczas akcji eksterminacyjnej miejscowi volksdeutsche korzystali z okazji, aby uregulować wiele sąsiedzkich sporów i porachunków, a także zagarnąć mienie należące do represjonowanych Polaków. Było to możliwe ze względu na fakt, iż działalność Selbstschutzu cechowała daleko posunięta samowola i bezkarność. Często wystarczyło jedynie oskarżenie, iż dana osoba jest „fanatycznym Polakiem”, aby zadenuncjowany w ten sposób człowiek został aresztowany i zamordowany.
Polaków aresztowanych przez Selbstschutz lub policję niemiecką osadzano początkowo w prowizorycznych aresztach. Funkcję tę pełniły najczęściej budynki użyteczności publicznej, zabudowania majątków ziemskich lub większych gospodarstw rolnych, a nawet piwnice miejscowych gorzelni. W Sępólnie na tymczasowe więzienia zamieniono budynki aresztu sądowego i starostwa, w Więcborku – gmach sądu grodzkiego, w Kamieniu Krajeńskim – budynek zakładu opiekuńczego pw. św. Anny. Owe prowizoryczne areszty szybko uległy jednak przepełnieniu. W rezultacie większość więźniów z zakładu w Kamieniu Krajeńskim wywieziono do obozów koncentracyjnych w Niemczech. W gronie deportowanych znalazło się wielu duchownych katolickich. Z kolei Polaków i Żydów więzionych w Sępólnie i Więcborku zazwyczaj przewożono lub pędzono pieszo do zorganizowanych przez Selbstschutz obozów dla internowanych (niem. Internierungslager). W powiecie sępoleńskim funkcjonowały dwa takie obozy – w Karolewie koło Więcborka oraz w Radzimiu koło Kamienia Krajeńskiego.

## Więźniowie i załoga obozu w Karolewie
Karolewo jest niewielką wsią leżącą w odległości ok. 10 kilometrów od Więcborka. Jesienią 1939 roku na terenie pobliskiego majątku ziemskiego, należącego do Wacława Łuczyńskiego, Selbstschutz zorganizował obóz dla internowanych (niem. Internierungslager Karlshof). Miejsce to wybrano prawdopodobnie ze względu na odludne położenie, pozwalające zachować w tajemnicy dokonywane w obozie zbrodnie. Dwór leżał bowiem na uboczu drogi z Więcborka do Sośna, a od odległej o niespełna 1,5 km wsi Jastrzębiec odgradzał go gęsty las. Budynki majątku mogły być także wykorzystane jako kwatery dla załogi oraz pomieszczenia dla więźniów.
Internierungslager Karlshof istniał mniej więcej od 18 września do połowy grudnia 1939 roku. Prawdopodobnie inspiratorem jego utworzenia był Hans-Jürgen von Wilckens – właściciel ziemski z Sypniewa, aktywny działacz mniejszości niemieckiej, członek SS. Adaptacji zabudowań Karolewa na potrzeby obozu dokonał natomiast rządca majątku, Otto Karl Bonin. Załoga obozu ulokowała się w pokojach XIX-wiecznego pałacu, podczas gdy więźniów przetrzymywano w pałacowych piwnicach oraz w budynkach gospodarczych majątku (chlewy, magazyny, obory, stajnie). Komendantem obozu został Herbert Ringel – z zawodu siodlarz, a zarazem znany w Więcborku alkoholik i „niebieski ptak”. Funkcję zastępcy komendanta pełnił natomiast Karl Marquardt – również mieszkaniec Więcborka, z zawodu listonosz . W skład straży obozowej wchodzili wyłącznie miejscowi Niemcy, członkowie Selbstschutzu. Ustalone nazwiska członków obozowej załogi to: Willy Bankert, Arnold Bartsch, Otto Damms, Max Willi Ehrit, Werner Foedisch, Hans Genske, Julian Goede, Erhard Kietzer, Heinz Neubauer, Otto Rux, Otto Schulz, a także Janke, Molting, Reihnold i bracia Kohn.
W obozie osadzano przede wszystkim Polaków – aresztowanych i przywiezionych do likwidacji w ramach akcji „Inteligencja”. Trafiła tam również pewna liczba Żydów. Więźniowie obozu pochodzili zazwyczaj z różnych miejscowości powiatu sępoleńskiego. Do Karolewa przywożono także mieszkańców sąsiednich powiatów: bydgoskiego, wyrzyskiego, chojnickiego, tucholskiego i kościerskiego. Ponadto według relacji jednego ze świadków do obozu miała trafić grupa więźniów z terenów województwa łódzkiego. Według profesora Włodzimierza Jastrzębskiego więźniów obozu w Karolewie, podobnie jak w przypadku sąsiedniego obozu w Radzimiu, można zasadniczo podzielić na cztery grupy:
- przedstawiciele „polskiej warstwy przywódczej” – nauczyciele, duchowni katoliccy, urzędnicy, prawnicy, działacze polityczni i społeczni, członkowie organizacji krzewiących polskość, kupcy i rzemieślnicy, ziemianie itp.;
- pracownicy służb mundurowych – policjanci, strażnicy graniczni, kolejarze, pocztowcy, a także żołnierze powracający z frontów kampanii wrześniowej;
- polscy rolnicy, w tym liczni osadnicy pochodzący z terenów wschodniej i centralnej Polski;
- osoby zadenuncjowane przez miejscowych Niemców z powodu sąsiedzkich waśni i nieporozumień.

Jednorazowo w obozie przebywało zazwyczaj od 100 do 300 internowanych . Czasami liczba więźniów wzrastała do 600. Rotacja osadzonych była przy tym bardzo duża, gdyż w obozie i jego okolicach codziennie odbywały się zbiorowe lub indywidualne egzekucje, a na miejsce zamordowanych stale przywożono nowych więźniów.

## Akcja eksterminacyjna w Karolewie i okolicznych lasach
Mniej więcej do końca września 1939 roku w obozach dla internowanych w Karolewie i Radzimiu nie prowadzono systematycznej eksterminacji więźniów. W obu obozach panowały natomiast ciężkie warunki bytowe, a więźniowie byli zmuszani do wykonywania ciężkich prac rolnych. Ten stan rzeczy uległ jednak diametralnej zmianie już w październiku tego roku. W niemal wszystkich obozach internowania na Pomorzu rozpoczęły się wówczas masowe egzekucje, a same obozy zostały de facto przekształcone w ośrodki eksterminacji. Skala i brutalność zbrodni dokonywanych w Karolewie i Radzimiu, a także liczba więźniów którzy przeszli przez oba obozy, stanowi powód, dla którego stanowią one – obok koszar w Bydgoszczy i Tczewie oraz Fortu VII w Toruniu – najbardziej znane obozy przejściowe utworzone przez Niemców na okupowanym Pomorzu. Stały się one także głównymi miejscami eksterminacji ludności polskiej na terenie powiatu sępoleńskiego – w przypadku Karolewa można wręcz mówić o jednym z głównych miejsc kaźni w skali całego Pomorza . W rezultacie Radzim i Karolewo są często nazywane „obozami zniszczenia”.
Zatrzymanych Polaków osadzano w Karolewie bez jakiejkolwiek podstawy prawnej. Zarzuty – zazwyczaj nieprawdziwe – stawiano im dopiero podczas przesłuchań prowadzonych na terenie pałacu. Nowo przybyli więźniowie byli wówczas poddawani brutalnym torturom. Zazwyczaj miały one na celu zmuszenie internowanych, aby przyznali się do popełnienia rozmaitych antyniemieckich wykroczeń – np. do członkostwa w przedwojennych organizacjach krzewiących polskość. Ciężkie przesłuchania nierzadko kończyły się śmiercią ofiary.
Więźniów obozu traktowano w nieludzki sposób. Dzienną rację wyżywienia stanowiło zwykle 100 gramów chleba i wodnista zupa. Niekiedy porcje 200 gramów chleba rozdawano więźniom raz na 2–3 dni. Owo dalece niewystarczające wyżywienie uzupełniały wydawane raz dziennie ćwierćlitrowe racje wody zasypanej otrębami zbożowymi („ospą”) lub ćwierć litra maślanki. Za miejsce noclegu służyły brudne i nieogrzewane piwnice lub budynki gospodarcze. W ciągu dnia więźniowie byli zmuszani do wyczerpującej pracy. Początkowo uprzątali oni wojenne zniszczenia na terenie majątku Karolewo. Później internowani pracowali na polach należących do niemieckich rolników lub posiadaczy ziemskich z Borówek, Olszewki, Ostrówka, Radzimia, Rogalina, Sypniewa i Zielonki (m.in. przy wykopkach ziemniaków). Niejednokrotnie więźniów zmuszano do bezsensownych i upokarzających prac, np. do rozrzucania mierzwy po polach gołymi rękoma. Zdarzało się, że z powodu braku koni zaprzęgano internowanych do wozów.
Obozowa straż nieustannie biła i znieważała więźniów. Najgorsze były noce, gdy pijani Selbstschutzmani wpadali do pomieszczeń, gdzie trzymano więźniów i bestialsko katowali bezbronne ofiary. Tragiczny był zwłaszcza los Polaków uznanych za szczególnie niebezpiecznych (niem. Schwerverbrecher), których umieszczano w piwnicach pałacu. Wielu z nich zostało zastrzelonych lub zakatowanych na śmierć. Niejednokrotnie członkowie obozowej załogi wymyślali sadystyczne „zabawy”. Jeden ocalałych więźniów zeznał po wojnie, iż widział na własne oczy, jak zastępca komendanta Marquardt i strażnik Otto Rux zakatowali na śmierć kilkunastoletniego więźnia nazwiskiem Kwiatkowski (ucznia gimnazjalnego z Chojnic). Mieli oni skakać ofierze po brzuchu, powodując ciężkie wewnętrzne obrażenia, a następnie wyrzucić go przez szklane drzwi na podwórze pałacu, gdzie niebawem skonał. Innym razem Marquardt, Rux i Bartsch zmusili żydowskiego kupca Meierschana, aby biegał wokół stawu, a gdy ten opadł z sił, zakatowali go na śmierć. Bestialsko zamordowany został nawet szwagier komendanta Ringla – sędzia Naftyński z Więcborka.
Indywidualnym morderstwom i aktom bestialstwa towarzyszyła systematyczna eksterminacja więźniów. Miejscem kaźni stał się w szczególności las nieopodal wsi Jastrzębiec. Praktycznie każdego dnia miały tam miejsce zbiorowe egzekucje, w których ginęło zazwyczaj od 10 do 20 osób. Największa masakra miała miejsce w połowie października 1939. Podczas całodziennej egzekucji zamordowano wówczas blisko 100 więźniów (zakończenie masakry oprawcy uczcili libacją alkoholową). Więźniów rozstrzeliwano także w pałacowym parku oraz na okolicznych polach. Często miały miejsce wypadki, gdy skazańców bestialsko mordowano uderzeniem kija, łopaty lub szprychy od wozu. W masowych grobach odnajdywano później ciała z roztrzaskanymi czaszkami lub zupełnie pozbawione czaszek. Egzekucje przeprowadzano najczęściej o godzinie 4:00 nad ranem stąd członków plutonu egzekucyjnego nazywano w obozie Vieruhrkommando (pol. „komando z godziny czwartej”). Polskich więźniów zmuszano do kopania zbiorowych grobów i grzebania ciał pomordowanych towarzyszy (owe mogiły liczyły niekiedy do 100 metrów długości). Przedmioty i ubrania należące do ofiar były rabowane przez oprawców.

„Pracowałem z całą grupą przy kopaniu rowów i zasypywaniu grobów, zapełnionych trupami. Były tam ślady okrucieństw. Przy kopaniu rowów i zasypywaniu napotykaliśmy na odrębne członki ciał, co było dowodem, że nie tylko strzelano, ale rąbano tępymi narzędziami i w najohydniejszy sposób dokonywano morderstw” – zeznanie Juliana Basa.

„Apele odbywały się rano, w południe i wieczór. Była już gotowa lista, znaczono krzyżykami tych, którzy mieli być w tym dniu straceni. Grupę tę odsunięto od ogółu, a resztę brano do pracy. Skazanych obnażano, pozostawiając jedynie w spodniach i koszuli. Po tym zaczęto się nad nimi znęcać. Bito sprężynami stalowymi albo zaszytymi w skórę kulami z ołowiu, jak i łańcuchami okręconymi w drut kolczasty. Później małe grupki pędzono do lasu. Tam były przygotowane rowy długości około 100 metrów” – zeznanie Franciszka Gondka.

Prawdopodobnie listy osób skazanych na śmierć zatwierdzał wspomniany wcześniej Hans-Jürgen von Wilckens. Ocaleni więźniowie wspominali, że wizyta Wilckensa w obozie zawsze oznaczała, iż następnego dnia odbędzie się zbiorowa egzekucja. Masowych egzekucji domagał się także powiatowy dowódca Selbstschutzu, SS-Standartenführer Wilhelm Richardt. Dopytywał się on zawsze swoich podkomendnych ilu Polaków zostało już rozstrzelanych, podkreślając, że nikt nie jest zainteresowany tworzeniem dużych obozów i „karmieniem tam Polaków”.
W połowie grudnia 1939 Internierungslager Karlshof został rozwiązany. W obozie wciąż znajdowało się wówczas ok. 190 więźniów. 170 osób – mieszkańców powiatów sępoleńskiego, tucholskiego, chojnickiego i wyrzyskiego – zwolniono do domów. Po pewnym czasie większość z nich została jednak ponownie aresztowana i wywieziona do obozów koncentracyjnych KL Dachau i KL Sachsenhausen. Nieco odmienny los spotkał 17 więźniów pochodzących z innych powiatów. Osadzono ich bowiem w więzieniu w Więcborku skąd po pewnym czasie zostali wywiezieni do KL Stutthof.
Obozy w Karolewie i Radzimiu nie były jedynymi miejscami w powiecie sępoleńskim, gdzie mordowano Polaków aresztowanych w ramach akcji „Inteligencja”. Kilka egzekucji miało miejsce m.in. na terenie samego Sępólna. Na przełomie września i października 1939 sześciu Polaków zostało rozstrzelanych obok toru kolejowego biegnącego z Sępólna do Kamienia Krajeńskiego. Co najmniej 21 osób stracono także na terenie aresztu w Sępólnie, za gmachem szkoły powszechnej przy ul. Wojska Polskiego oraz na miejscowej strzelnicy sportowej.

### Ofiary
Precyzyjne określenie liczby ofiar obozu w Karolewie pozostaje w zasadzie niemożliwe. Nie zachowały się bowiem żadne dokumenty z obozowej ewidencji. Być może wraz z innymi dokumentami z archiwum Selbstschutzu spłonęła ona podczas zainscenizowanego wypadku samochodowego na drodze z Bydgoszczy do Gdańska (17 listopada 1939). W nieustalonych okolicznościach zaginęły także protokoły z prac ekshumacyjnych, które prowadzono w lasach wokół Karolewa po zakończeniu działań wojennych . Barbara Bojarska, Andrzej Gąsiorowski, Włodzimierz Jastrzębski i Jan Sziling podają, iż podczas ekshumacji przeprowadzonej w Karolewie w dniach 11–14 czerwca 1946 odnaleziono szczątki 1781 osób, zamordowanych jesienią 1939 roku (zidentyfikowano wówczas 75 ciał). Inne źródła podają natomiast, iż w Karolewie miały miejsce dwie ekshumacje – w 1945 roku oraz w czerwcu 1946. Rzekomo odnaleziono wówczas odpowiednio 962 i 1781 zwłok  .
Nie jest wykluczone, iż lasy wokół Karolewa wciąż kryją nieodnalezione szczątki ofiar niemieckiego terroru. Selbstschutzmani nie grzebali bowiem ofiar w jednym wyznaczonym miejscu, lecz zakopywali ich ciała w grobach rozsianych chaotycznie po całym lesie. Ponadto celem zatarcia śladów zbrodni mogiły starannie maskowano, a następnie sadzono na ich miejscu młode drzewka, a nawet urządzono boisko piłkarskie . Z tego powodu miejscowa ludność przypuszczała, że liczba ofiar była znacznie większa niż wskazywałyby na to wyniki powojennych ekshumacji; nie potrafiła jednak określić tej liczby nawet w przybliżeniu. Na podstawie wyników ankiety, przeprowadzonej przez sąd grodzki w 1945 roku, liczbę ofiar obozu w Karolewie oszacowano w przybliżeniu na ok. 8000. Z kolei publikowane w kolejnych latach przewodniki po upamiętnionych miejscach walk i męczeństwa podawały jeszcze większe liczby, oscylujące w przedziale od 8000 do 10 000 zamordowanych. Owe wyliczenia pozostają jednak znacznie zawyżone. Józef Buława wskazywał, że gdyby prawdziwe były podawane w ankietach i przewodnikach liczby ofiar obozów w Karolewie i Radzimiu, to należałoby przyjąć, iż jesienią 1939 roku zostało zamordowanych blisko 13 000 mieszkańców powiatu sępoleńskiego. Tymczasem wyniki spisu ludności, przeprowadzonego przez władze niemieckie w grudniu 1940, wskazują, że liczba Polaków zamieszkujących powiat zmniejszyła się w tym okresie o ok. 4500 osób. Z tego względu Buława przypuszczał, że w ramach Intelligenzaktion zostało zamordowanych co najwyżej 4000 mieszkańców powiatu. Nie zmienia to jednak faktu, że straty poniesione przez ludność powiatu sępoleńskiego były jednymi z najwyższych w skali całego Pomorza.
Maciej Schulz, naczelnik Oddziałowej Komisji Ścigania Zbrodni przeciwko Narodowi Polskiemu w Gdańsku, ocenił w 2012 roku, że liczba ofiar obozu dla internowanych w Karolewie wyniosła 2643 osoby. W podsumowaniu śledztwa prowadzonego przez pion prokuratorski IPN i umorzonego we wrześniu 2014, stwierdzono, że w Karolewie zostało zamordowanych „co najmniej 1781 Polaków”, uznając jednocześnie, iż jest prawdopodobne, że rzeczywista liczba ofiar była większa .
Dotychczas udało się ustalić nazwiska 298 zamordowanych . W gronie ofiar znajdowali się mieszkańcy powiatów sępoleńskiego, tucholskiego, chojnickiego, bydgoskiego, wyrzyskiego i kościerskiego; zaangażowani w latach międzywojennych w działalność polityczną, społeczną, oświatową, kulturalną i religijną. Zamordowano tam również wielu kupców, rzemieślników i rolników, w tym licznych osadników z centralnej i wschodniej Polski (m.in. kilkudziesięciu rolników z Młynek, Runowa, Sośna, Wielowiczka i Zabartowa). W gronie zidentyfikowanych ofiar obozu znaleźli się:
- nauczyciele: Jan Figurski (nauczyciel z Runowa), Leonard Dolewski (nauczyciel z Sępólna), Longin Łuczywek (nauczyciel z Sępólna), Bernard Rosiński (nauczyciel z Sypniewa), Zygmunt Mroz (nauczyciel z Więcborka), Walerian Affelt (nauczyciel z Wituni);
- duchowni: ks. Sylwester Grabowski (proboszcz parafii w Sypniewie, pułkownik WP),
- kupcy: Teofil Oczkowski (kupiec z Sypniewa), Franciszek Tomas (kupiec z Sypniewa), Jan Affelt (kupiec z Więcborka), Józef Korpal (kupiec z Więcborka), Kubiak (kupiec z Więcborka), Meiershan (kupiec z Więcborka), Onufry Ziarkowski (kupiec z Więcborka);
- pracownicy służb mundurowych: Ignacy Balcerzak (listonosz z Sitowca), Walenty Głodowski (kolejarz z Dorotowa), Franciszek Tomaszewski (strażnik więzienny z Sępólna), Mikołaj Betański (listonosz z Sypniewa), Edmund Groszewski (kolejarz z Sypniewa), Jan Kuchta (strażnik graniczny z Sypniewa), Szczepan Szymczak (emerytowany policjant z Sypniewa), Stanisław Wilczura (podoficer straży granicznej z Sypniewa), Leon Janas (gajowy ze Świdwia), Franciszek Wojciechowski (kolejarz z Więcborka);
- urzędnicy i działacze społeczni: Wacław Bąkowski (sekretarz gminy Więcbork), Czesław Wojtkowiak (urzędnik miejski z Więcborka), Józef Sieracki (sołtys wsi Jastrzębiec), Piotr Lindecki (burmistrz Więcborka);
- prawnicy: Edwin Głuski vel Guski (sekretarz adwokacki z Więcborka), Nałtyński vel Naftyński (sędzia z Więcborka), Wawrzyniec Trapacki (sekretarz adwokacki z Więcborka);
- inni: Konrad Kaaz (organista kościoła w Sypniewie), Roman Nowicki (dentysta z Więcborka), Andrzej Prądzyński (ziemianin ze Skarpy).

## Upamiętnienie

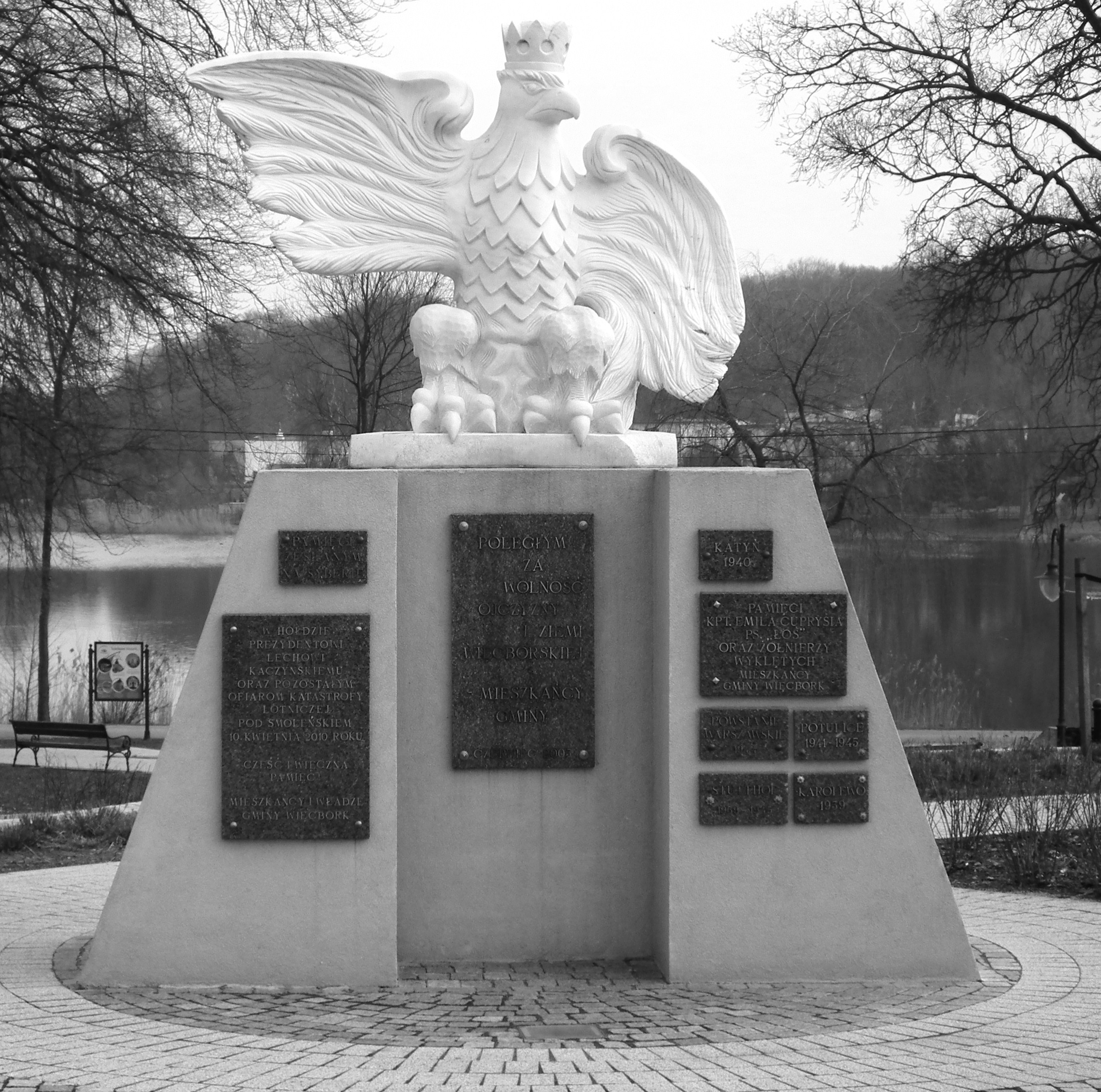
Pomnik na więcborskim rynku upamiętniający poległych za ojczyznę, w tym ofiary obozu w Karolewie

W 1947 przy drodze z Karolewa do Jastrzębca urządzono cmentarz ofiar niemieckiego terroru. Odnalezione szczątki więźniów obozu uroczyście pogrzebano w dwóch zbiorowych mogiłach. Na terenie cmentarza zbudowano także pamiątkową kaplicę-mauzoleum. W jej wnętrzu umieszczono tablice z nazwiskami zidentyfikowanych ofiar obozu.
W 1952 mieszkańcy Jastrzębca postawili przy szosie z Więcborka do Sośna pamiątkowy głaz, z napisem na cokole o treści: „Karolewo – 1 km”. Z kolei w 1989 na ścianie budynku administracyjnego w dawnym majątku Karolewo zawieszono tablicę upamiętniającą ofiary obozu. Znalazł się na niej napis o treści:

Tutaj w zabudowaniach majątku Karolewo w okresie od 15 września 1939 r. do 15 grudnia 1939 r. istniał hitlerowski przejściowy obóz, w którym przebywało przeciętnie ponad 1000 Polaków, a wśród nich kobiety i dzieci. Zwożono ich z terenu dawnych powiatów sępoleńskiego, chojnickiego, tucholskiego, wyrzyskiego i bydgoskiego. Pobitych i głodnych wywożono stąd na rozstrzelanie w pobliskie lasy, a szczególnie do głębokiej żwirowni, gdzie po zasypaniu jednych przywożono następnych – tam też po odzyskaniu wolności na miejscu zbrodni urządzono cmentarz, na którym w wyniku ekshumacji zwłok z różnych miejsc pochowano 1781 osób oraz wybudowano mauzoleum-kaplicę.
Odebrano nam życie pozostawiamy wam pamięć!

W 1989 pamiątkową tablicę umieszczono także na budynku byłego sądu grodzkiego w Więcborku, gdzie w 1939 roku Niemcy urządzili prowizoryczne więzienie, z którego wielu aresztantów wywieziono na śmierć do obozu w Karolewie.

## Odpowiedzialność sprawców
Losy komendanta obozu, Herberta Ringla, nie zostały do końca wyjaśnione . Włodzimierz Jastrzębski podawał, że z powodu awanturnictwa i niesubordynacji został on zastrzelony przez niemiecką żandarmerię na początku 1940 roku .
Od 1 lutego do 12 kwietnia 1965 przed sądem w Mannheim toczył się proces członków Selbstschutzu z Sępólna i Tucholi (przedmiotem postępowania były przede wszystkim egzekucje w Rudzkim Moście). SS-Standartenführer Heinrich Mocek, szef inspektoratu Selbstschutzu w Chojnicach, oraz SS-Standartenführer Wilhelm Richardt, dowódca struktur Selbstschutzu w powiatach sępoleńskim i tucholskim, zostali wówczas uznani winnymi zarzucanych im czynów i skazani na kary dożywotniego pozbawienia wolności.
Hans-Jürgen von Wilckens uciekł z Polski w styczniu 1945. Zmarł w Niemczech Zachodnich w 1974 roku.